# 다비 젤케
다비 젤케(독일어: Davie Selke, 1995년 1월 20일 ~ )는 독일의 축구 선수로 현재 튀르키예 쉬페르리그의 이스탄불 바샥셰히르에서 공격수로 활약하고 있으며 아버지는 에티오피아 출신, 어머니는 체코 출신이며 2016년 하계 올림픽 은메달리스트이다.

## 클럽 경력
베르더 브레멘 소속이던 2014년 9월 20일 FC 아우크스부르크와의 경기에서 푸스발-분데스리가 데뷔골을 기록했다. 2015년 7월 1일 2. 푸스발-분데스리가의 RB 라이프치히로 이적했다.

## 국가대표팀 경력
2014년 UEFA U-19 축구 선수권 대회에 출전하여 6골을 기록하며 득점왕에 올라 독일 청소년 축구 국가대표팀의 우승을 이끌었다.

## 기록

### 클럽
| 클럽경력 | 클럽경력      | 클럽경력             | 리그 | 리그 | 컵       | 컵       | 대륙대회 | 대륙대회 | 합계 | 합계 |
| 시즌     | 클럽          | 리그                 | 출장 | 골   | 출장     | 골       | 출장     | 골       | 출장 | 골   |
| 독일     | 독일          | 독일                 | 리그 | 리그 | DFB-포칼 | DFB-포칼 | 유럽     | 유럽     | 합계 | 합계 |
| -------- | ------------- | -------------------- | ---- | ---- | -------- | -------- | -------- | -------- | ---- | ---- |
| 2013-14  | 베르더 브레멘 | 분데스리가           | 3    | 0    | 0        | 0        | 0        | 0        | 3    | 0    |
| 2014-15  | 베르더 브레멘 | 분데스리가           | 30   | 9    | 3        | 1        | 0        | 0        | 33   | 10   |
| 2015-16  | RB 라이프치히 | 2. 푸스발-분데스리가 | 30   | 10   | 2        | 0        | 0        | 0        | 32   | 10   |
| 2016-17  | RB 라이프치히 | 분데스리가           | 0    | 0    | 0        | 0        | 0        | 0        | 0    | 0    |
| 합계     | 합계          | 합계                 | 63   | 19   | 5        | 1        | 0        | 0        | 68   | 20   |

### 국가대표팀
- 2014 UEFA U-19 축구 선수권 대회 : 우승

### 수상내역
- 2014 UEFA U-19 축구 선수권 대회 득점왕
- 2014 UEFA U-19 축구 선수권 대회 Golden Player